# Long XIXe siècle
Le long XIXe siècle désigne la période historique de 125 ans environ entre 1789 (la Révolution française) et 1914 (la veille de la Première Guerre mondiale). Cette période a été défini par l'historien britannique Eric Hobsbawm (1917-2012). Elle est marquée par les conflits issus des Révolutions françaises et industrielles. 
Hobsbawm y fait référence dans ses ouvrages, publiés successivement, qui retracent l'histoire depuis 1789 jusqu'à 1914. Il divise l'ensemble en trois périodes : L'Ère des révolutions, de 1789 à 1848, L'Ère du capital, de 1848 à 1875 et L'Ère des empires, de 1875 à 1914,.
Puis, dans l'ouvrage L'Âge des extrêmes, il définit l'expression de « court XXe siècle », allant de 1914 à 1991.